# Вонсан
Вонсан (원산시), раније познат и под именима Вонсанџин (元山津), Порт Лазарев и Генсан (元山), је лучки град и поморска база која се налази у севернокорејској провинцији Кангвон, уз источни део корејског полуострва, на јапанском мору и она је главни град провинције. Луку су 1880. отворили јапански освајачи. Пре Корејског рата (1950-1953), спадао је у надлежност провинције Јужни Хамгјонг и током рата, она је било место вонсанске блокаде. Процењени број становника града 2013. био је 329.207 становника. Познате особе из Вонсана укључује политачара и бившег председника водеће Радничке партије Кореје Ким Ки Нама.
У 2013. години, најављено је да ће Вонсан бити претворен у нову летњу дестинацију са одмаралиштима и забавом. Ким Џонг Ун, који је провео своје детињство у овом граду, изразио је значајно интересовање за даљи развој регије, са изградњом нових инфраструктурних објеката као што су: Аеродром Калма, међународни аеродром који се користи у цивилне и војне сврхе. Државна „Корпорација за Развој Вонсанске зоне”, израдила је студије изводљивости за изградњу хотела и и комерцијалних и индустријских објеката.

## Име
Вонсан је у Кини познат као Јонгхунгханг и Јуаншан, у Јапану као Генсан или Гензан и у Русији као Порт Лазарев.

## Географија
Подручје града Вонсан износи 269 km². Налази се у провинцији Кангвон, на западном делу јапанског мора и на крајњем истоку „врата” корејског полуострва. Планина Чангдок и Напал се налазе западно од града. Више од 20 мањих острва се налазе поред непосредног приобалног подручја Вонсана, укључујући острва Рјо и Хвангто. Вонсан се сматра као изванредно природно место за луку. Планина Кумганг се налази близу града.

## Историја
Вонсан је отворен као трговачка лука у 1880. години. Њено првобитно име је било Вонсанџин (元山津), али је такође било познато и под руским именом Порт Лазарев. Током јапанске владавине (1910-1945), град је носио име Генсан (元山). У 1914. години отворене су железничке линије Пјонгон и Кјонгвон, повезујући град Пјонгјанг (некада познат именом Хеиџо) и Сеул (некада Хеиџо или Кјонгсонг). Тако да се град постепено развијао у дистрибуциони центар источних производа. Током јапанске окупације, град је био индустријализован и служио као место на ком се одвијала трговина између Кореје и јапанског копна.

## Мрежа
Корејска Централна Радиодифузна Станица успоставља 250 kW емитовања средњег таласа предајника на 882 kHz AM.

## Образовање
Вонсан је град у којем се налази Сонгдовоншки, Кумгангски, Тонгески, Ри Су Дочки Универзитет, Економски Универзитет Џонг Џун Тек, Вонсански Универзитет Медицине, Универзитет Инжењерства Џо Гун Сил, Први Вонсански Универзитет Образовања и Академија Поморске Патроле, подофицирска школа за обуку севернокорејске морнарице.

## Спорт
Град је домаћин Спортског Клуба Унпасан, фудбалског клуба који игра у Спортску Групу Прве Класе ДНР Кореје, првој лиги Северне Кореје.

## Познате особе
- Ким Ки Нам (рођен 1926), политичар[3]

## Партнерски градови
- Јапан Сакаиминато, Јапан [4]
- Мексико Пуебла, Мексико [5]
- Русија Владивосток, Русија [6]
- Малезија Малака, Малезија